# Pentland Ferries
Pentland Ferries är ett familjeägt färjerederi på Orkneyöarna i Storbritannien. 
Pentland Ferries grundades 1997 av Andrew Banks (född 1962), som då köpte Caledonian MacBraynes passagerar- och fordonsfärja Iona. Han skaffade ett 99-årsarrende på färjeterminalen i Gills Bay i Skottland, omkring fem kilometer väster om John o' Groats. Färjeservice mellan St Margaret's Hope på Orkneyöarna och Gills Bay över Pentland Firth, en tur på omkring en timme, påbörjades 2001.  
Pentland Ferries bedriver trafik mellan St. Margaret's Hope och Gills Bay över Pentland Firth med de två passagerar- och fordonsfärjorna MV Alfred och MV Pentalina. MY Alfred är den större av dessa och sattes i trafik hösten 2019.